# Opechona theragrae
Opechona theragrae är en plattmaskart. Opechona theragrae ingår i släktet Opechona och familjen Lepocreadiidae. Inga underarter finns listade i Catalogue of Life.